# Hellblazer
Hellblazer (aussi intitulée John Constantine, Hellblazer) est une série de comics fantastique et d'horreur. Cette série mensuelle, publiée de 1988 à 2013, relate les enquêtes mystérieuses de John Constantine, sorte de détective du paranormal qui livre une bataille sans répis contre l'Enfer pour se racheter de sa damnation certaine.

## Publication
John Constantine est un magicien qui apparaît pour la première fois dans un épisode de Swamp Thing #37, en juin 1985, scénarisé par Alan Moore et dessiné par John Totleben et Stephen Bissette. Il gagne ensuite son propre Comic book intitulé John Constantine, Hellblazer. La série devait initialement s’intituler Hellraiser, mais du fait de la sortie du film de Clive Barker, en septembre 1987, le titre fut changé pour Hellblazer. 
Initialement publiée en janvier 1988 par DC Comics, ce titre bascule vers le label Vertigo, la ligne éditoriale s'adressant à un lectorat plus âgé, à partir du numéro 63 (en mars 1993). En 2013, la série s'achève au numéro 300. 
Plusieurs scénaristes prendront en main le récit de ses aventures et principalement des scénaristes anglais tels que Jamie Delano, Grant Morrison, Neil Gaiman, Garth Ennis, Eddie Campbell, Warren Ellis, Paul Jenkins ou encore Peter Milligan.
De nombreux dessinateurs se succéderont sur la série : John Ridgway (le tout premier artiste), Simon Bisley, Mark Buckingham, Richard Corben, Steve Dillon, Marcelo Frusin, Jock, David Lloyd, Leonardo Manco, Dave McKean, Sean Murphy et Sean Phillips. Comme souvent dans les publications du label Vertigo, les couvertures sont particulièrement soignées et ont été confiées notamment à Dave McKean, Tim Bradstreet, Glenn Fabry, Kent Williams, David Lloyd, Lee Bermejo, Sean Phillips et Simon Bisley.

### Liste des scénaristes
- 1–24: Jamie Delano
- 25–26: Grant Morrison
- 27: Neil Gaiman
- 28–31: Jamie Delano
- 32: Jamie Delano and Dick Foreman
- 33–40: Jamie Delano
- 41–50: Garth Ennis
- 51: John Smith
- 52–83: Garth Ennis
- 84: Jamie Delano
- 85–88: Eddie Campbell
- 89–128: Paul Jenkins
- 129–133: Garth Ennis
- 134–143: Warren Ellis
- 144–145: Darko Macan
- 146–174: Brian Azzarello
- 175–215: Mike Carey
- 216–228: Denise Mina
- 229: Mike Carey
- 230-244: Andy Diggle
- 245-246: Jason Aaron
- 247-249: Andy Diggle
- 250: Jamie Delano, Brian Azzarello, Dave Gibbons, China Miéville et Peter Milligan
- 251-300: Peter Milligan

### Liste des dessinateurs
- John Ridgway (1–9)
- Richard Piers Rayner (10–16)
- Mike Hoffman (13, 17, 48)
- Mark Buckingham (18–22)
- Ron Tiner (23–24, 28–30)
- David Lloyd (25–26, 56, 250)
- Dave McKean (27, 40)
- Sean Phillips (31, 34–36, 51, 84–100, 102–107, 109–120, 250)
- Steve Pugh (32–33, 37–39)
- Will Simpson (41–47, 50, 52–55, 59–61, 75)
- Steve Dillon (49, 57–58, 62–76, 78–83, 157, 175–176, 200)
- Peter Snejbjerg (77)
- Al Davison (101)
- Charles Adlard (108)
- Warren Pleece (121–128)
- John Higgins (129–139)
- Frank Teran (140)
- Tim Bradstreet (141)
- Javier Pulido (142)
- James Romberger (142)
- Marcelo Frusin (143, 151–156, 158–161, 164–167, 170–174, 177–180, 184–186, 189–193, 197–200)
- Gary Erskine (144–145)
- Richard Corben (146–150)
- Guy Davis (162–163)
- Giuseppe Camuncoli (168–169, 206, 243-244, 250, 251-253, 256-258, 261-264, 267-275, 277-279, 281, 283-300)
- Jock (181)
- Lee Bermejo (182–183)
- Doug Alexander Gregory (187–188)
- Leonardo Manco (194–195, 200–205, 207–212, 214–222, 224–228, 230-242, 247-249)
- Chris Brunner (196)
- Frazer Irving (213)
- Cristiano Cucina (223)
- John Paul Leon (229)
- Daniel Zezelj (238)
- Sean Murphy (245-246)
- Goran Sudzuka (254-255)
- Simon Bisley (259-260, 265-266, 271-274, 276, 282)
- Gael Bertrand (280)

### Liste des illustrateurs (couvertures)
- Dave McKean (1–21, 27, 40)
- Kent Williams (22–24, 28–39)
- David Lloyd (25–26)
- Tom Canty (41–50)
- Sean Phillips (51, 85–128)
- Glenn Fabry (52–83, 129–133, 144–145, 239–242)
- John Eder (84)
- Tim Bradstreet (134–143, 146–215)
- Greg Lauren (216–217, 219)
- Lee Bermejo (218, 221–238, 243-255)
- Leonardo Manco (220)
- Simon Bisley (256-300)

### Suites de la série originale
En 2013, la série s'achève au numéro 300, pour réintégrer l'Univers DC Comics, sous le titre Constantine. Cette série sera éditée durant 23 épisodes, initialement écrit par Jeff Lemire (pour la recréation de l'univers DC - The New 52), puis repris par Ray Fawkes.
La série redémarre en 2015 sous l'intitulé Constantine : the Hellblazer pour 13 numéros (écrits par Ming Doyle et James Tynion IV)
En août 2016, la série reprendrait sous une nouvelle dénomination : The Hellblazer (scénarisé par Simon Olivier et dessiné par Moritat)

## Biographie fictive
Né à Liverpool, Constantine se présente comme une sorte d’anti-héros antipathique et désagréable, tantôt irascible, voire méprisant. Sa consommation abusive de tabac le destine à une mort prochaine et sa bisexualité probablement à un séjour éternel en enfer, où Satan l’attend de pied ferme. Versé dans l’occultisme et la magie, Constantine est un mage, pratiquant les sciences occultes, les exorcismes, les rites d'ensorcellement et d'autres arcanes ésotériques. Il a souvent déjoué les plans du Diable et de ses démons en les battant à leur propre jeu de la ruse et de la tromperie. Blasé, nonchalant, rien ne semble pouvoir l’atteindre ou l’impressionner, excepté le cancer qui lui ronge les poumons.

## Analyse de la série
Hellblazer est une série qui se déroule dans un univers contemporain, bien que la magie, l'horreur et le paranormal se côtoient. Les réalités sociales, écologiques, politiques traitées dans la série sont confrontées aux univers surnaturels, principalement celui de l'enfer et de ses démons. Par contre, l'univers d'Hellblazer n'est pas un monde de superhéros, même si certains personnages d'autres séries de comics y font des apparitions tels que Swamp Thing, Dream de la série Sandman, Shade the changing man, ou encore the Phanton Stranger ou Zatanna.
Constantine - à l'opposé du Docteur Strange des éditions Marvel Comics - est un magicien alcoolique, fumeur, jurant et vivant au contact des classes les plus pauvres de la société anglaise. Son apparence s'inspire du chanteur Sting et il est toujours vêtu d'un vieux pardessus marron. Apparu dans les années 1980, il est alors l'expression du refus du thatcherisme que portent les scénaristes anglais. Par la suite, qu'il vive en Grande-Bretagne ou qu'il se rende aux États-Unis, comme c'est le cas sous la plume de Garth Ennis et de Brian Azzarello, il est un moyen de présenter les ravages du capitalisme sauvage contre les classes sociales les plus faibles.

## Parutions françaises

### Éditions Thot
- Brian Azzarello / Richard Corben, Hellblazer : John Constantine : Hard Time [« Hellblazer #146-150 »], t. 1, Éditions Thot, 2002 (ISBN 978-2-913999-03-9)[3]
- Brian Azzarello / Marcello Frusin, Hellblazer : John Constantine : Good Intentions [« Hellblazer #151-156 »], t. 2, Éditions Thot, 2004 (ISBN 978-2-913999-14-5)
- Guy Davis / Brian Azzarello / Marcello Frusin / Steve Dillon, Hellblazer : John Constantine : Freezes Over [« Hellblazer #157-163 »], t. 3, Éditions Thot, 2005 (ISBN 978-2-913999-20-6)

### Panini

#### Collection 100% Vertigo
- Mike Carey / Steve Dillon / Garth Ennis (trad. de l'anglais), Hellblazer : John Constantine : Toutes ses machines [« Hellblazer One Shot #2 »], Saint-Laurent-du-Var, Panini, coll. « 100% Vertigo », 2007, 200 p. (ISBN 978-2-84538-887-1)

- Mike Carey / Steve Dillon (trad. de l'anglais), John Constantine : Hellblazer : Le Sepulcre Rouge [« Hellblazer #175-180 »], Saint-Laurent-du-Var, Panini, coll. « 100% Vertigo », 2007, 48 p. (ISBN 978-2-8094-0105-9)
- Mike Carey / Jock / Lee Bermejo / Marcelo Frusin (trad. de l'anglais), Hellblazer : John Constantine : Les fleurs noires [« Hellblazer #181-186 »], t. 3, Saint-Laurent-du-Var, Panini, coll. « 100% Vertigo », 2008, 148 p. (ISBN 978-2-8094-0272-8)
- Mike Carey / Marcelo Frusin / Lee Loughridge / Tim Bradstreet (trad. de l'anglais), Hellblazer : John Constantine : Droit dans le mur [« Hellblazer #187-193 »], t. 4, Saint-Laurent-du-Var, Panini, 2008, 160 p. (ISBN 978-2-8094-0408-1)
- Mike Carey / Leonardo Manco / Marcelo Frusin / Tim Bradstreet (trad. de l'anglais), Hellblazer : John Constantine : Chemin de croix [« Hellblazer #194-199 »], t. 5, Saint-Laurent-du-Var, Panini, 2009, 140 p. (ISBN 978-2-8094-0683-2)
- Mike Carey / Leonardo Manco (trad. de l'anglais), Hellblazer : John Constantine : Des raisons de se réjouir [« Hellblazer #200 et 202-206 »], t. 6, Saint-Laurent-du-Var, Panini, 2009, 160 p. (ISBN 978-2-8094-0862-1)
- Mike Carey / Leonardo Manco / Lee Loughridge / Tim Bradstreet (trad. de l'anglais), Hellblazer : John Constantine : Descente aux enfers [« Hellblazer #207-212 »], t. 7, Saint-Laurent-du-Var, Panini, 2010, 132 p. (ISBN 978-2-8094-1249-9)
- Mike Carey / Leonardo Manco / Lee Loughridge / Tim Bradstreet (trad. de l'anglais), Hellblazer : John Constantine : Un talent unique [« Hellblazer #201, 213-215, 229 »], t. 8, Saint-Laurent-du-Var, Panini, 2010, 150 p. (ISBN 978-2-8094-1415-8)

#### Collection Vertigo Cult
- Jamie Delano / John Ridgway / Alfredo Alcala / Dave McKean (trad. de l'anglais), Hellblazer : John Constantine : Péchés originels [« Hellblazer #1-9 »], t. 1, Saint-Laurent-du-Var, Panini, coll. « Vertigo Cult », 2008, 200 p. (ISBN 978-2-8094-0191-2)
- Jamie Delano / Mark Buckingham / Dave McKean (trad. de l'anglais), Hellblazer : John Constantine : Le diable par la queue [« Hellblazer #10-13, Annual #4, The Horrorist #1-2 »], t. 2, Saint-Laurent-du-Var, Panini, coll. « Vertigo Cult », 2009, 200 p. (ISBN 978-2-8094-0598-9)
- Garth Ennis / William Simpson / Steve Dillon / Mike Hoffman (trad. de l'anglais), Hellblazer : John Constantine : Dangereuses Manies [« Hellblazer #41-49 »], t. 3, Saint-Laurent-du-Var, Panini, coll. « Vertigo Cult », 2011, 207 p. (ISBN 978-2-8094-2043-2)

#### Collection Vertigo Big books
- Danijel Zezelj / Leonardo Manco / Andy Diggle / Lee Loughridge (trad. de l'anglais), Hellblazer : John Constantine : Retour aux sources [« Hellblazer #230-239 »], Saint-Laurent-du-Var, Panini, 2011, 300 p. (ISBN 978-2-8094-1728-9)

#### Collection Vertigo Polar
- Ian Rankin / Werther Dell'Edera (trad. de l'anglais), Dark Entries, Saint-Laurent-du-Var, Panini, coll. « Vertigo Polar », 2010, 230 p. (ISBN 978-2-8094-1348-9)

### Urban Comics

#### Collection Vertigo: Les dossiers de Hellblazer
- Si Spencer / Sean Murphy (trad. de l'anglais), Les Dossiers d'Hellblazer : Mauvais sang [« City of demons #1-5 »], t. 1, Paris, Urban Comics, coll. « Les Dossiers d'Hellblazer », 2012, 128 p. (ISBN 978-2-36577-005-7)
- Jamie Delano / Jock (trad. de l'anglais), Les Dossiers d'Hellblazer : Pandemonium [« Pandemonium, Hellblazer #181 »], t. 2, Paris, Urban Comics, coll. « Les Dossiers d'Hellblazer », 2013, 173 p. (ISBN 978-2-36577-307-2)

#### Collection Vertigo signatures
- Jamie Delano présent Hellblazer tome 1 [« Hellblazer #1-13 + Swamp Thing #76-77 »] (trad. de l'anglais), t. 1, Paris, Urban Comics, coll. « Vertigo Signature », 2019, 424 p. (ISBN 979-10-268-1590-7).
- Jamie Delano présent Hellblazer tome 2 [« Hellblazer #14-24 + The Horrorist #1-2 + Hellblazer Annual #1 »] (trad. de l'anglais), t. 2, Paris, Urban Comics, coll. « Vertigo Signature », 2020, 464 p. (ISBN 979-10-268-1839-7).
- Jamie Delano présent Hellblazer tome 3 [« Hellblazer #28-31 + #33-40 + Vertigo Secret Files:Hellblazer #1 + #84 + BAD BLOOD #1-4 + #250 »] (trad. de l'anglais), t. 3, Paris, Urban Comics, coll. « Vertigo Signature », 2021, 488 p. (ISBN 979-10-268-2033-8).
- Garth Ennis présente Hellblazer [« Hellblazer #41-56 »] (trad. de l'anglais), t. 1, Paris, Urban Comics, coll. « Vertigo signatures », 2015, 416 p. (ISBN 978-2-36577-605-9)
- Garth Ennis présente Hellblazer [« Hellblazer #57-71, Hellblazer Special, Tainted Loved »] (trad. de l'anglais), t. 2, Paris, Urban Comics, coll. « Vertigo signatures », 2015, 464 p. (ISBN 978-2-36577-683-7)
- Garth Ennis présente Hellblazer [« Hellblazer #72-83, #129-133, Heartland, Vertigo Winter's Edge #2 »] (trad. de l'anglais), t. 3, Paris, Urban Comics, coll. « Vertigo signatures », 2016, 544 p. (ISBN 978-2-36577-852-7)
- Paul Jenkins présente Hellblazer [« Hellblazer #89-107, Hellblazer Special, Tainted Loved »] (trad. de l'anglais), t. 1, Paris, Urban Comics, coll. « Vertigo signatures », 2022, 9791026827412 p. (ISBN 979-10-2682-741-2)
- Paul Jenkins présente Hellblazer [« Hellblazer #108-128 + Vertigo Winter's Edge »] (trad. de l'anglais), t. 2, Paris, Urban Comics, coll. « Vertigo signatures », 2022, 9791026827412 p. (ISBN 979-10-26827-81-8)
- Warren Ellis présente Hellblazer [« Hellblazer #134-143 + Shoot »] (trad. de l'anglais), Paris, Urban Comics, coll. « Vertigo signatures », 2015, 272 p. (ISBN 978-2-36577-693-6)
- Brian Azzarello présente Hellblazer [« Hellblazer #146-161 + Vertigo Secret Files & Origins: Hellblazer "The First Time" »] (trad. de l'anglais), t. 1, Paris, Urban Comics, coll. « Vertigo signatures », 2016, 408 p. (ISBN 978-2-36577-910-4 et 2-36577-910-7)
- Brian Azzarello présente Hellblazer [« Hellblazer #162-174 »] (trad. de l'anglais), t. 2, Paris, Urban Comics, coll. « Vertigo », 2016, 336 p. (ISBN 979-1-02681-139-8)
- Mike Carrey présente Hellblazer [« Hellblazer #175-188 »] (trad. de l'anglais), t. 1, Paris, Urban Comics, coll. « Vertigo », 2017, 352 p. (ISBN 979-10-26812-91-3)
- Mike Carrey présente Hellblazer [« Hellblazer #189-205 »] (trad. de l'anglais), t. 2, Paris, Urban Comics, coll. « Vertigo », 2018, 440 p. (ISBN 979-10-26814-11-5)
- Mike Carrey présente Hellblazer [« Hellblazer #206-215 + #229 + All His Engines »] (trad. de l'anglais), t. 3, Paris, Urban Comics, coll. « Vertigo », 2019, 440 p. (ISBN 979-10-26816-23-2)

## Adaptations
Hellblazer a aussi fait l’objet d’un film en 2005, réalisé par Francis Lawrence, avec Keanu Reeves, nommé Constantine. Cette adaptation cinématographique est largement inspirée de l’arc narratif Dangerous Habits.
Une série TV, intitulée également Constantine, a été diffusée en 2014 pour la chaîne américaine NBC. Le rôle de John Constantine a été confié à l'acteur Matt Ryan. Sa diffusion s'est arrêtée au dernier épisode de la saison 1 en 2015 et n'a pas eu de suite. Cependant, en 2015, le personnage est intégré à l'univers de la série TV Arrow lors de l'épisode 5 de la saison 4 de celle-ci. Il rejoint ensuite le casting d'une série dérivée, Legends of Tomorrow en tant que récurrent lors de la saison 3 puis, de la saison 4 à 6 en tant que personnage principal. Matt Ryan reprend aussi son rôle dans un épisode de Batwoman (saison 1 épisode 9) et un épisode de Flash (saison 6 épisode 9).
CW Seed diffusera à partir de 2018 une autre adaptation sous forme de série animée, Constantine (Constantine: City of Demons), où le personnage de John Constantine est doublé par Matt Ryan.
Matt Ryan a également doublé le personnage dans les films d'animation Justice League Dark (2017), Justice League Dark: Apokolips War (2020), Constantine: The House of Mystery (2022), Justice League: Crisis on Infinite Earths Part 2 (2024) ainsi que dans la série Harley Quinn (saison 3 épisode 5).

## Récompenses
- 1995 : Glenn Fabry reçoit le prix Eisner dans la catégorie Best Cover Artist pour les illustrations de couvertures[5].
- 2001 : Prix Micheluzzi de la meilleure série étrangère[6]